# Piper rionechianum
Piper rionechianum är en pepparväxtart som beskrevs av Truman George Yuncker. Piper rionechianum ingår i släktet Piper och familjen pepparväxter. Inga underarter finns listade i Catalogue of Life.